# Ham (Bélgica)
Ham es un municipio de la provincia de Limburgo en Bélgica. Sus municipios vecinos son Balen, Beringen, Leopoldsburg, Laakdal, Meerhout y Tessenderlo. Tiene una superficie de 32,7 km² y una población en 2018 de 10.824 habitantes, siendo los habitantes en edad laboral el 64% de la población.

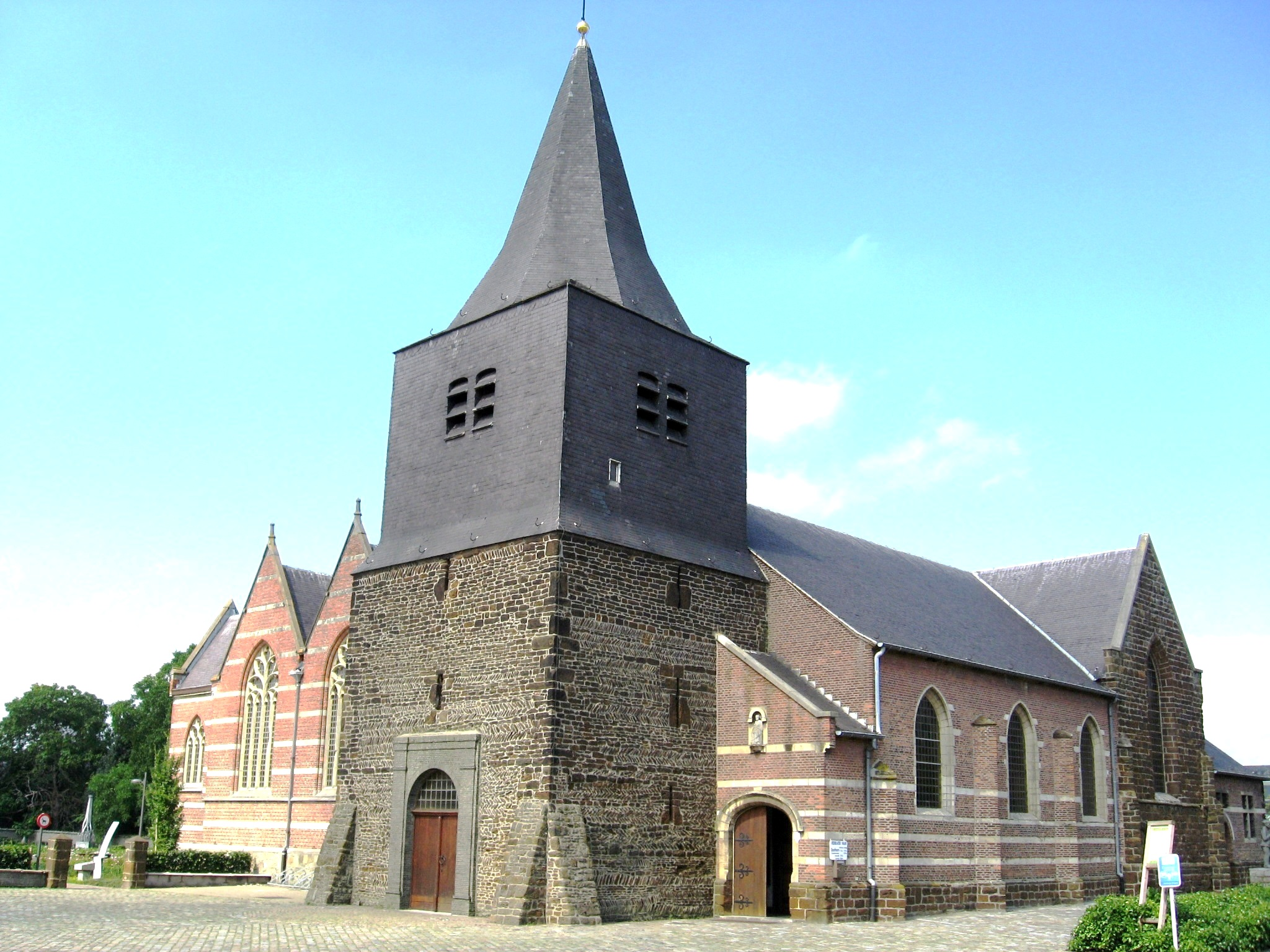
Iglesia de Oostham.

El municipio, que se encuentra en el Canal Alberto, incluye las localidades de Genebos y Genendijk. El municipio de Ham fue creado en enero de 1977 mediante la fusión de los antiguos municipios de Kwaadmechelen y Oostham.

## Demografía

### Evolución
Todos los datos históricos relativos al actual municipio, el siguiente gráfico refleja su evolución demográfica, incluyendo municipios después de efectuada la fusión el 1 de enero de 1977.
| Gráfica de evolución demográfica de Ham entre 1846 y 2020 |
|                                                           |

## Monumentos
Entre sus monumentos se puede destacar en la iglesia de Oostham, con la torre de iglesia más antigua de Bélgica, algunas de sus partes son anteriores al siglo X.